# Jerry Tucker
Jerry Tucker (* 1. November 1925 in Chicago, Illinois als Jerome H. Schatz; † 23. November 2016 in Stony Brook, New York) war ein US-amerikanischer Kinderdarsteller.

## Leben und Karriere
Jerry Tucker bekam mit fünf Jahren seinen Einstieg ins Filmgeschäft, als er das Gedicht Gunga Din auswendig vor einer Menschenmasse vortrug, welche auf einen Boxkampf wartete. Hollywood-Agenten entdeckten ihn und er gab 1931 sein Filmdebüt neben Buster Keaton in Sidewalks of New York. Er war die jüngste Person, welche je bei Paramount Pictures unter Vertrag genommen wurde. Einen beachtlichen Teil seiner Filmlaufbahn verbrachte Tucker bei den Kleinen Strolchen vom Produzenten Hal Roach, wo er häufig das verwöhnte „reiche Kind“ darstellte, welches in Konkurrenz zu den Hauptfiguren wie Spanky oder Alfalfa stand. Tucker erinnerte sich später: „Immer wenn Hal Roach ein fieses Kind haben wollte, lieh er mich von Paramount aus.“ Auch ansonsten spielte er häufig verzogene oder snobhafte Kinder, etwa in Prosperity (1932) neben Marie Dressler und Captain January (1936) mit Shirley Temple.
Nach über 60 Filmen bis 1941 zog er sich aus dem Schauspielgeschäft zurück. Er diente später im Zweiten Weltkrieg und im Koreakrieg. Bis zu seinem Ruhestand arbeitete er für die Radio Corporation of America. Mit seiner Frau Myra war er von 1950 bis zu ihrem Tode 2012 verheiratet, sie hatten mehrere Kinder und lebten nahe New York. Er starb mit 91 Jahren im November 2016.

## Filmografie (Auswahl)
- 1931: Buster hat nichts zu lachen (Sidewalks of New York)
- 1931–1938: Die kleinen Strolche (18 Filme, u. a. Wild Poses und General Spanky)
- 1932: No Man of Her Own
- 1932: Prosperity
- 1932: Blonde Venus
- 1932: Wenn ich eine Million hätte (If I Had A Million)
- 1932: Spiel am Abgrund (The Miracle Man)
- 1933: Panik im Zoo (Murders in the Zoo)
- 1934: Laurel und Hardy – Rache ist süß (Babes in Toyland)
- 1935: Annie Oakley
- 1935: Ah, Wilderness!
- 1936: San Francisco
- 1936: Shirley Ahoi! (Captain January)
- 1937: Tovarich
- 1937: Frisco-Express (Wells Fargo)
- 1938: Dick Tracy Returns
- 1941: Always Tomorrow: The Portrait of an American Business